# Robinsonella pilosa
Robinsonella pilosa är en malvaväxtart. Robinsonella pilosa ingår i släktet Robinsonella och familjen malvaväxter.

## Underarter
Arten delas in i följande underarter:
- R. p. pilosa
- R. p. septentrionalis